# Pittore dei cigni

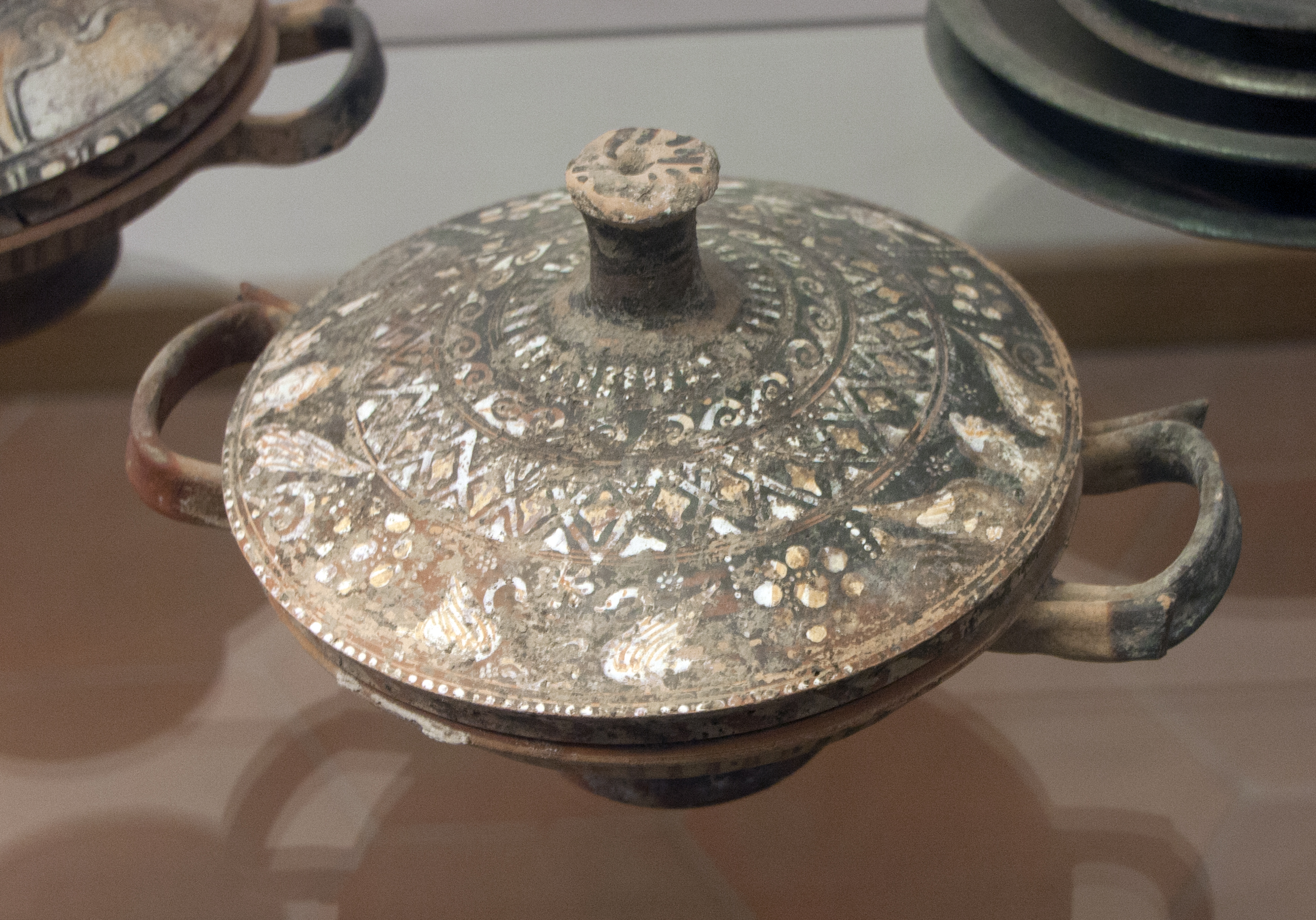
Vaso del Pittore dei Cigni

Pittore dei cigni (fl. VII-VI secolo a.C.) è il nome convenzionale assegnato ad un ceramografo corinzio.

## Attività
L'archeologo Jack L. Benson ha dato il nome a questa tipologia di vasi a causa degli uccelli presenti su tutti gli alàbastra. Le sue opere sono state datate tra il periodo Corinzio Arcaico (720-590 a. C.) e il Corinzio Medio (590-575 a. C.). La tecnica esecutiva è buona, il disegno nitido ed elegante, l'incisione accurata.